# 원 타워
원 타워는 러시아 모스크바에 공사중인 마천루이다.

## 같이 보기
- 모스크바의 마천루 목록
- 러시아의 마천루 목록
- 유럽의 마천루 목록